# (13825) Booth
(13825) Booth est un astéroïde de la ceinture principale.

## Description
(13825) Booth est un astéroïde de la ceinture principale. Il fut découvert le 4 novembre 1999 à Socorro (Nouveau-Mexique) par le projet LINEAR. Il présente une orbite caractérisée par un demi-grand axe de 2,55 UA, une excentricité de 0,18 et une inclinaison de 6,2° par rapport à l'écliptique.

## Compléments